# Vårdö
Vårdö Kommune er en kommune og ø i landskabet Åland i Finland. I 2019 havde Vårdö 447 indbyggere og et areal på 101,47 km²

## Nabokommuner
Vårdö kommune er en øgruppe i den nordvestlige del af Skærgårdshavet. Mod øst og syd kan man sejle til skærgårdskommunene Kumlinge, Sottunga og Föglö. Mod vest kan man sejle mod Fasta Åland, hvor de nærmeste kommuner er Lumparland, Sund og Saltvik.

## Kendte fra Vårdö
- Sally Salminen-Dührkop, født 1906, nomineret tre gange til Nobelprisen i litteratur[1], dansk gift, død i København i 1976.
- Anni Blomqvist (1909–1990), forfatter, slægtning (småkusine) til Sally Salminen.